# Восточный Тимор
Восто́чный Тимо́р, или Тимо́р-Ле́шти (иногда Тимо́р-Ле́сте, ранее Тимо́р-Лоросае́; порт. Timor-Leste, тетум Timór Lorosa'e; полная официальная форма — Демократи́ческая Респу́блика Восто́чный Тимо́р (порт. República Democrática de Timor-Leste, тетум Repúblika Demokrátika Timór-Leste)), — государство в Юго-Восточной Азии. Занимает восточную часть острова Тимор, полуэксклав (округ Окуси-Амбено) в западной его половине, а также небольшие острова Атауру (на севере) и Жаку (на востоке). Согласно переписи 2022 года, население составляет 1 341 737 человек. Территория — 14 874 км². Омывается водами Индийского и Тихого океанов, общая протяжённость береговой линии составляет 706 километров. Граничит с Индонезией, длина сухопутной границы — 253 километра. Столица и крупнейший город — Дили.
В XVI веке на Тимор прибыли португальцы, позже основавшие там колонию. В конечном счёте остров оказался разделён между Португалией (восточная часть) и Нидерландами (западная часть). В 1974 году начался процесс деколонизации Восточного Тимора, в ходе которого страна погрузилась в гражданскую войну. В конце 1975 года территория провозгласила свою независимость, но почти сразу была оккупирована Индонезией, а на следующий год провозглашена 27-й индонезийской провинцией, что не получило признание мирового сообщества. В период оккупации велось партизанское движение, возглавляемое Революционным фронтом за независимость Восточного Тимора (ФРЕТИЛИН). Попытки индонезийских властей подавить сопротивление привели к многочисленным жертвам. В 1999 году, после акта самоопределения, поддержанного Организацией Объединённых Наций (ООН), правительство Индонезии утратило контроль над территорией, и 20 мая 2002 года Восточный Тимор стал первым новым суверенным государством в XXI веке.
Официальные языки — тетум и португальский, в качестве рабочих языков закреплены индонезийский и английский. В доколониальный период Восточный Тимор заселили волны австронезийцев и папуасов, что нашло отражение в разнообразии культур и языков страны. Население говорит на 19 аборигенных языках и 30 диалектах. Преобладающей религией является католицизм, который сосуществует с местными традициями и верованиями, наиболее распространёнными среди сельского населения.
Унитарное государство, разделённое на 14 административных округов. Форма правления — смешанная республика, президент делит власть с Национальным парламентом. Исполнительная власть осуществляется Советом министров, возглавляемом премьер-министром, лидером партии, получившей большинство мест на парламентских выборах. Восточный Тимор придерживается политики международного сотрудничества и является членом Сообщества португалоязычных стран, наблюдателем Форума Тихоокеанских островов и претендентом на членство в Ассоциации государств Юго-Восточной Азии. Страна остаётся крайне бедной. Экономика, пришедшая в упадок во время сопротивления оккупации, зависит от природных ресурсов (в особенности нефти) и иностранной помощи. Денежная единица — доллар США, также в обращение пущены разменные монеты, именуемые восточнотиморскими сентаво.

## Названия
Конституцией закреплены официальные названия República Democrática de Timor-Leste на португальском и Repúblika Demokrátika Timór-Leste на языке тетум. Название Timor-Leste происходит от индонезийского и малайского слова timur и португальского leste. Оба слова переводятся как «восток», образуя тавтологический топоним, означающий «восточный восток». На русский язык полное название страны переводится либо как «Демократическая Республика Тимор-Лешти» (буквальная передача португальского названия Timor-Leste), либо как «Демократическая Республика Восточный Тимор». Эти варианты сосуществуют в русскоязычных публикациях. При этом в терминологии ООН используется название «Тимор-Лешти». Иногда встречается вариант «Тимор-Лесте».
В период оккупации Индонезия использовала в отношении Восточного Тимора как своей провинции название Timor Timur (или сокращённо Tim Tim). При провозглашении независимости в 2002 году использовалось также название «Демократическая Республика Тимор-Лоросае» (Timór Lorosa'e, в переводе с тетума — «Тимор, где восходит солнце»). Timór Lorosa'e было признано равнозначным Timor-Leste, но впоследствии не прижилось. Коды ISO 3166-1 — TLS и TL.

## История

### Доколониальный период
Археологические находки в пещере Жерималай на восточной оконечности острова свидетельствуют о заселении Тимора ещё 42 тысячи лет назад. Первые жители Тимора относились к веддо-австралоидным племенам и мигрировали сюда предположительно со Шри-Ланки и юга Индии. Вторая волна миграции произошла за 3000 лет до нашей эры, на остров переселились папуасские народы. Однако они не смешались с местным населением, а переместились в горные районы на востоке. Третья и последняя волна продолжалась примерно с 2600 года до нашей эры до 1500 года нашей эры. В этот период на остров переселились малайские австронезийские народности с юга Китая и полуострова Индокитай. Последними переселенцами стали тетумы, впоследствии занявшие наибольшую долю населения острова и государства.
В IX—XIII веках на острове появилась устойчивая модель социально-религиозной организации, которая основывалась на родовых общинах, называемых «сакральными семействами». Общины были построены на основе патрилинейности, исходя из происхождения, родства и порядка наследования по отцовской линии. Главную роль в них играли дато лулик (тетум dato lulik), старейшины рода.
Хотя сведения о политическом устройстве Тимора в этот период ограничены, известно, что с XIV века на острове начал складываться ряд взаимосвязанных государств, управляемых в соответствии с нормами обычного права. Небольшие общины были частью более широких суко (или княжеств), которые являлись частью более крупных королевств, возглавляемых лиураем (тетум liurai). Властью в этих королевствах обладали два человека (биархия), светская власть лиураев уравновешивалась духовной властью рай наина (тетум rai nain), который обычно был связан с главным сакральным семейством королевства. Эти государства были многочисленны, отношения между ними менялись, но многие из них были достаточно стабильны, чтобы просуществовать с момента первой европейской документации в XVI веке до конца португальского правления. Ведущее положение среди них с XVI века занимало Вайвику-Вехали.
Первое упоминание Тимора датируется 1225 годом, китайская хроника называет его владением государства Сингасари. С XIII века, вероятно, начинается экспорт сандалового дерева, которое было востребовано в ремесле и производстве парфюмерии. Тимор к XIV век был включён в торговые сети Юго-Восточной Азии, Китая и Индии, экспортируя сандаловое дерево, мёд и воск. Остров упоминался как источник дани Империи Маджапахит. Именно сандаловое дерево привлекло европейских исследователей на остров в начале XVI века. Раннее европейское присутствие было ограничено торговлей, на соседнем острове Солор находилось португальское поселение. В 1515 году на территории современного эксклава Окуси-Амбено была основана первая торговая фактория португальцев, специализирующаяся на заготовке и экспорте сандалового дерева.

### Португальский Тимор (1701—1975)
Раннее португальское присутствие на Тиморе было очень ограниченным. Только в XVII веке португальцы смогли на нём закрепиться, что стало следствием их вытеснения голландцами с других островов. После того, как в 1613 году ими был потерян Солор, португальцы переселились на Флорес. В 1646 году они обосновались в Купанге на западе Тимора, прежде чем он тоже был захвачен голландцами в 1652 году. Затем португальцы переместились в Лифау, расположенный на территории нынешнего Окуси-Амбено. В 1701 году официально учреждена колония Португальский Тимор. В 1769 году её центром стал Дили, что расширило европейское влияние на восточной части острова, но фактический контроль оставался весьма ограниченным. Окончательная граница между голландской и португальской частями острова была установлена лишь в 1914 году Постоянной палатой третейского суда и остаётся международной границей между государствами-преемниками — Индонезией и Восточным Тимором соответственно.
В 1726 году произошёл первый крупный конфликт, 15 местных королевств сплотились против Португалии. Восстание завершилась без определённого победителя, но колонизаторы смогли продемонстрировать свою силу. В 1733 году более 40 государств признали португальскую корону. Сандаловое дерево по-прежнему оставалось основной экспортной культурой, в середине XIX века значительную роль также стало играть кофе. Для Португальской империи Тимор имел гораздо меньшее значение чем Бразилия или африканские владения. Инвестиции в развитие колонии были минимальными вплоть до Второй мировой войны. В целом Восточный Тимор «оставался немногим больше чем заброшенным торговым пунктом», используясь как место ссылки.
Ухудшение экономической ситуации в стране на рубеже XIX—XX веков заставило португальцев усилить давление на свои колонии. Осуществление политики экономической эксплуатации предсказуемо привело к сопротивлению на Тиморе. В ходе восстания 1900—1912 годов погибло, по оценкам, около 3000 восточнотиморцев. Во время Великой депрессии Португалия почти полностью прекратила поддержку колонии.
Во время Второй мировой войны Дили был оккупирован союзниками в 1941 году, а затем Японской империей, начиная с 1942 года. Горные районы колонии стали ареной партизанской войны, известной как битва за Тимор. В ходе борьбы, которую вели восточнотиморские добровольцы и союзные войска против японцев, погибло от 40 000 до 70 000 мирных жителей Восточного Тимора (главным образом от голода, в меньшей степени от болезней). В начале 1943 года Япония вытеснила последние силы союзников. После капитуляции Японии в конце Второй мировой войны контроль над восточной частью острова вернулся Португалии.
В 1950-х годах были приняты незначительные меры по финансированию в образование и стимулированию экспорта кофе, но экономика колонии существенно не улучшилась. Темпы экономического роста оставались низкими, около 2 %. 14 октября 1960 года Организация Объединённых Наций (ООН) предоставила Восточному Тимору статус несамоуправляемой территории. 
После Революции гвоздик в Португалии 1974 года всем колониям была предоставлена независимость. Начались переговоры между Португалией и Индонезией о проведении в Португальском Тиморе референдума о будущем статусе: либо образование суверенного государства, либо вхождение в состав Индонезии. В ходе процесса деколонизации сформировался ряд политических организаций, в том числе две, выступавшие за провозглашение независимости: Тиморский демократический союз (порт. Uniao Democratica Timorense, УДТ), желающий сохранения тесных отношений с Португалией, и Революционный фронт за независимость Восточного Тимора (порт. Frente Revolucionária de Timor-Leste Independente, ФРЕТИЛИН), стремящийся к полной самостоятельности и созданный представителями левых взглядов. В августе 1975 года переговоры между Индонезией и Португалией провалились.
11 августа 1975 года УДТ был совершён переворот с целью не допустить ФРЕТИЛИН к власти. Страна погрузилась в гражданскую войну. Между организациями происходили вооружённые столкновения, которые завершились к середине ноября победой ФРЕТИЛИН; в результате конфликта погибло свыше 2000 человек. После того как 28 ноября 1975 года португальская колониальная администрация бежала на остров Атауро, ФРЕТИЛИН провозгласила независимость Демократической Республики Восточный Тимор. 30 ноября было объявлено, что УДТ и несколько других местных партий приняли в городе Балибо совместную декларацию о присоединении к Индонезии. Опасаясь создания коммунистического государства в непосредственной близости, Индонезия начала вторжение в Восточный Тимор 7 декабря 1975 года. 17 июля 1976 года он был провозглашён 27-й индонезийской провинцией. Совет Безопасности ООН осудил вторжение, и номинальный статус региона в ООН сохранился как «несамоуправляемая территория под управлением Португалии».

### Индонезийская оккупация и ВАООНВТ (1975—2001)
ФРЕТИЛИН возглавил сопротивление вторжению. Его вооружённое крыло ФАЛИНТИЛ продолжало удерживать часть территории до ноября 1978 года, а затем продолжило борьбу как партизанское движение. Партизанская война продолжалась на протяжении всего периода оккупации. 
Индонезийская оккупация Восточного Тимора отмечалась насилием и жестокостью, связанными с подавлением движения сопротивления. Население подвергалось систематическим пыткам, сексуальному насилию, интернированиям, бессудным казням, спланированному массовому голоду и массовым убийствам со стороны властей и вооружённых сил Индонезии. В подробном отчёте, подготовленном для Комиссии по установлению истины, принятию беженцев и примирению в Восточном Тиморе, говорится, что в период с 1974 по 1999 год в ходе конфликта погибло как минимум 102 800 человек, включая приблизительно 18 600 убийств и 84 200 случаев смерти от голода и болезней. Общее количество погибших в период оккупации трудно определить из-за отсутствия данных. По одной из оценок, основанной на данных Португалии, Индонезии и католической церкви, это число могло достигать 200 000 человек. Действия Индонезии были расценены многими исследователями как геноцид, однако ряд других экспертов оспаривает такое суждение.
Проводились инвестиции в сферы образования и здравоохранения территории. Впрочем, общий уровень жизни оставался низким на фоне остальной Индонезии, на что сказывались жестокие меры по подавлению партизанского движения. Экономический рост в основном достигался за счёт государственного сектора, а население оставалось бедным. Власти приступили к строительству существенного количества новых школ, что в том числе было направлено на повышение уровня использования индонезийского языка и внутреннюю безопасность. Система образования перестроена по индонезийскому образцу.
Инициативы по мирному урегулированию конфликта выдвигали активист ФРЕТИЛИН Жозе Рамуш-Орта, представлявший партию в ООН, и епископ Восточного Тимора Карлуш Белу, оба за свои усилия были удостоены Нобелевской премии мира в 1996 году. Переговоры намечались на 1983 и 1991 года, но в последний момент индонезийские власти отменяли диалог и приступали к ещё большим зачисткам среди населения Тимора.
Массовое убийство индонезийскими военными более 200 демонстрантов в 1991 году стало поворотным моментом в борьбе за независимость и привело к усилению международного давления на Индонезию. После отставки президента Индонезии Сухарто в 1998 году новый глава государства Бухаруддин Юсуф Хабиби, побуждаемый письмом премьер-министра Австралии Джона Говарда, принял решение о проведении референдума о независимости, объявив, что Тимор является слишком тяжким бременем для бюджета страны. Соглашение между Индонезией и Португалией, подписанное при поддержке ООН, позволило провести всенародный референдум под наблюдением организации в августе 1999 года. 78,5 % голосов было отдано в пользу провозглашения независимости. Голосование было встречено карательной кампанией насилия со стороны проиндонезийских сил, выступающих за интеграцию, при поддержке индонезийских военных. 1/3 населения была вынуждена укрыться в лагерях для беженцев на западном Тиморе, а ещё треть — в горах. Около 2000 человек погибло. В ответ индонезийское правительство разрешило многонациональным силам по поддержанию мира INTERFET восстановить порядок и оказать помощь восточнотиморским беженцам и внутренне перемещённым лицам. В октябре парламент Индонезии ратифицировал результаты плебисцита. 25 октября 1999 года управление Восточным Тимором перешло к ООН через Временную администрацию ООН в Восточном Тиморе (ВАООНВТ). Развёртывание INTERFET завершилось в феврале 2000 года передачей военного командования ООН.

### Современность (2001 — настоящее время)
30 августа 2001 года восточнотиморцы проголосовали на первых выборах, организованных ООН для избрания членов Учредительного собрания. 22 марта 2002 года собрание утвердило Конституцию. К маю 2002 года в страну вернулось более 205 000 беженцев. 20 мая 2002 года Конституция Демократической Республики Восточный Тимор вступила в силу, и ООН признала Восточный Тимор независимым государством. Страна стала первой новой суверенной нацией в XXI веке. Учредительное собрание было преобразовано в Национальный парламент, Шанана Гужман избран первым президентом, а Мари Алкатири — премьер-министром. 27 сентября 2002 года страна вступила в ООН. 4 декабря в Дили произошли массовые беспорядки, предположительно организованные сторонниками присоединения к Индонезии. 11 июля 2004 года проведена первая в истории страны перепись населения.
В 2006 году в Восточном Тиморе разразился кризис, вызванный расколом внутри армии и сопровождающийся массовыми волнениями и беспорядками. События вынудили 155 000 человек покинуть свои дома; ООН направила силы безопасности для восстановления порядка. В следующем году Гужман отказался баллотироваться на следующий срок. Несмотря на незначительные инциденты в ходе подготовки к президентским выборам в середине года, процесс в целом прошёл мирно, главой государства был избран Жозе Рамуш-Орта. В июне 2007 года Гужман участвовал в парламентских выборах и стал премьер-министром как глава партии Национальный конгресс за реконструкцию Тимора. В феврале 2008 года Рамуш-Орта был тяжело ранен при покушении; премьер-министр Гужман также подвергся нападению, но не пострадал. Для поддержания порядка были немедленно направлены австралийские миротворцы. В марте 2011 года ООН передала оперативный контроль над полицейскими силами властям Восточного Тимора. Организация завершила свою миротворческую миссию 31 декабря 2012 года.
16 апреля 2012 года бывший военный командир движения за независимость Таур Матан Руак был избран на должность президента. 16 января 2015 года Руй Мария де Араужу возглавил восточнотиморское правительство. Франсишку Гутерриш из левоцентристской партии ФРЕТИЛИН стал президентом в мае 2017 года. Лидер ФРЕТИЛИН Мари Алькатири сформировал коалиционное правительство после парламентских выборов в июле 2017 года. Однако он не смог принять бюджет и правительственную программу, и в январе 2018 года были назначены досрочные выборы, которые прошли в мае. В июне 2018 года Таур Матан Руак занял пост премьер-министра. Жозе Рамуш-Орта вновь стал президентом 20 мая 2022 года после победы во втором туре президентских выборов в апреле 2022 года над Франсишку Гутерришом.

## Государственное устройство

### Основные сведения
Политическая система Восточного Тимора смешанная (полупрезидентская) и основана на португальской системе. Конституция устанавливает разделение власти между исполнительной, законодательной и судебной ветвями. Национальный парламент осуществляет законодательную власть, Совет министров (правительство) — исполнительную, система судов — судебную. Главой государства является Президент республики. Он не входит в состав ни одной ветви власти, но при этом фактически является носителем высшей исполнительной власти и координатором деятельности всех ветвей. Что характерно для смешанной системы, объём властных полномочий разделён между законодательной властью и президентом, которые избираются на прямых всенародных выборах. Президент назначает премьер-министра и правительство в целом из числа победившей на выборах коалиции, обладающей поддержкой половины депутатов парламента.
Политики в целом следуют Конституции и демократическим институтам, а смена правительства происходит мирным путём. Ответственность за организацию и проведение выборов лежит на независимых органах: Национальной избирательной комиссии (CNE) и Техническом секретариате по управлению выборами (STAE), а на избирательных участках работают национальные и международные наблюдатели. Явка остаётся высокой и колеблется примерно от 70 % до 85 %. Политическая система пользуется широким общественным признанием.
Поддержка со стороны ООН и международного сообщества, как до, так и после обретения независимости, позволила зарождающейся политической системе Восточного Тимора пережить такие потрясения, как кризис 2006 года. В стране было выстроено (по крайней мере внешне) демократическое государство с относительно развитой институциональной структурой, многопартийностью, гарантиями соблюдения прав и свобод человека. В ежегодном рейтинге Freedom in the World от 2024 года Восточному Тимору была присвоена оценка 72/100, что характеризует страну как «свободную», оценка соблюдения политических прав — 33/40, гражданских свобод — 39/60.

### Президент
Президент республики — глава государства Восточный Тимор — избирается всенародным голосованием сроком на пять лет и не может пребывать на посту больше двух сроков. С 20 мая 2022 года эту должность занимает Жозе Рамуш-Орта. Выдвигать свою кандидатуру на пост президента может гражданин страны, достигший возраста 35 лет, которого выдвинули не менее пяти тысяч избирателей. Президент обладает правом отправить в отставку любого министра по рекомендации премьер-министра, а также после согласования с Государственным советом уволить весь Совет министров, если его деятельность представляет угрозу для политической системы страны. Президент может распустить парламент после согласования с представителями всех фракций и в случае острого правительственного или бюджетного кризиса только спустя полгода после проведения последних парламентских выборов. Он имеет право накладывать вето на правительственные законы, инициировать референдумы. Если президент накладывает вето на законодательное решение, парламент может отменить это вето большинством в две трети голосов. Формально президент обладает относительно ограниченными полномочиями по сравнению с аналогичными системами, не имея полномочий самостоятельно назначать и увольнять премьер-министра и Совет министров. Однако, поскольку они были избраны прямым голосованием, бывшие президенты обладают большой неформальной властью и влиянием. Верховный суд по предложению 2/3  депутатов парламента может отрешить президента от занимаемой должности.
При президенте действует совещательный орган — Государственный совет. Он состоит из премьер-министра, бывших президентов, спикера парламента, пяти советников, избранных парламентом, а также пяти советников, назначенных президентом.

### Законодательная власть
Депутаты однопалатного Национального парламента избираются всенародным голосованием сроком на пять лет. Количество его членов может варьироваться от минимум 52 до максимум 65. Партии должны набрать 4 % голосов, чтобы попасть в парламент, при этом число мест для партий, прошедших порог, распределяется по методу Д’Ондта. Выборы проводятся в рамках конкурентной многопартийной системы.
Кандидаты на парламентских выборах баллотируются по системе партийных списков. Такую систему единого избирательного округа Восточный Тимор перенял у Португалии. Она способствует разнообразию политических партий, но не даёт избирателям выбирать отдельных местных членов парламента и, следовательно, существенно снижает эффективность представительной демократии. Каждая третья из всех кандидатов, представленных политическими партиями, должна быть женщиной. Женщины занимают более трети мест в парламенте, но они менее заметны на других уровнях власти и в партийном руководстве.
Национальный парламент в течение срока своих полномочий созывается на пять сессий длительностью в один год. Президент, Постоянный комитет парламента или депутатская группа, состоящая из 1/3 депутатов, могут созвать парламент на внеочередную сессию. Депутаты обладают правовым и имущественным иммунитетом и могут быть лишены его по решению простого большинства голосов депутатского корпуса. Между сессиями парламент избирает Постоянный комитет, который организует его работу. Парламент избирает из своего состава Председателя (спикера), а также его заместителей. Председатель и его заместители определяют регламент работы и занимаются процедурными вопросами. Национальный парламент ратифицирует международные договоры, обладает правом объявлять амнистии и следит за исполнением государственного бюджета. Для вынесения правительству вотума недоверия требуется половина голосов депутатов.
На парламентских выборах 21 мая 2023 года оппозиционный Национальный конгресс за реконструкцию Тимора получил 31 из 65 мест в парламенте. Он формирует правящую коалицию с Демократической партией, получившей шесть мест. ФРЕТИЛИН получила 19 мест, Народно-освободительная партией — четыре, Укрепление национального единства сыновей Тимора — пять. Все остальные 12 партий, участвовавших в выборах, не смогли преодолеть четырёхпроцентный барьер.

### Исполнительная власть
Совет министров, представляющий исполнительную власть, назначается президентом из состава победившей на парламентских выборах партии или коалиции с согласия половины депутатов, возглавляется премьер-министром. Премьер-министр — лидер партии или коалиции, которая получила большинство мест на выборах в парламент, также назначается президентом. С 1 июля 2023 года должность занимает Шанана Гужман. Премьер-министр может самостоятельно поставить вопрос о доверии Совету министров. Кроме того, если программа правительства была отклонена два раза подряд парламентом, Совету министров автоматически выносится вотум недоверия. Президент может отправить в отставку любого министра по рекомендации премьер-министра или уволить весь Совет в случае, если его деятельность угрожает функционированию политической системы государства. Члены правительства обладают ограниченным правовым и имущественным иммунитетом, а потому могут быть привлечены к ответственности, если за правонарушение законодательством предусмотрено тюремное заключение более чем на два года. Лишить министра иммунитета может парламент простым большинством голосов. Совет министров несёт коллективную ответственность перед парламентом и президентом, каждый министр — индивидуальную перед президентом.
Парламент в праве делегировать Правительству законодательные полномочия по определённым вопросам. К таким вопросам, среди прочего, относятся: преступления, вынесения приговоров, безопасность, гражданские и уголовные процедуры, организация судебной системы, правила для государственных служащих, финансовая и банковская системы, охрана окружающей среды и средства массовой информации. Несмотря на это, правительство играет весьма небольшую роль в политической системе государства. Совет министров наделён в основном консультативными функциями и функциями руководства текущими вопросами жизнедеятельности страны. Премьер-министр Восточного Тимора не обладает решающим влиянием на ход политических процессов и принятие стратегических решений (последняя функция возлагается на президента).
По итогам выборов 2023 года в Совет-министров вошли 47 членов IX Конституционного правительства Восточного Тимора, состоящего из премьер-министра, двух заместителей премьер-министра, 19 министров, 10 заместителей министров и 15 государственных секретарей.

### Судебная власть
Судебная система Восточного Тимора включает в себя системы судов общей юрисдикции, административных и военных. В особых случаях могут создаваться морские и арбитражные суды. Во главе судебной системы страны стоит Верховный судебный совет. Председатель Совета назначается Президентом Республики сроком на четыре года. Задачей Совета является контроль работы судей и судов посредством судебной инспекции. Он обладает полномочиями по наказанию судей, варьирующихся от предупреждения от ареста. Может инициировать конституционный контроль. Система судов общей юрисдикции состоит из Верховного и Апелляционного судов, а также четырёх окружных судов первой инстанции. Верховный суд в некоторых случаях (при рассмотрении особо важных и спорных дел) может выступить судом первой инстанции. Он является судом высшей инстанции для системы военных судов.
Общий контроль над экономической деятельностью правительства и частных экономических субъектов осуществляет система административных судов, состоящая из Высшего административного, налогового и аудиторского суда и административных судов первой инстанции. Эта категория судов также рассматривает споры между государственными институтами. Военные суды — первая инстанция в рассмотрении военных правонарушений. Конституцией закреплено, что в судебную систему также входит государственная прокуратура, осуществляющая надзор за соблюдением законности.
Судебная система действует независимо, хотя имеют место случаи вмешательства исполнительной власти. Существует практика мобильных судов, чтобы обеспечить доступ для жителей изолированных районов.

### Партии
После обретения независимости власть перешла к политической партии ФРЕТИЛИН, которая была сформирована незадолго до индонезийского вторжения и возглавила сопротивление. Учитывая свою историю, ФРЕТИЛИН рассматривала себя как бессменную правящую партию и поддерживала многопартийность, ожидая формирования системы с доминирующей партией. Однако поражения на выборах в 2007 и 2012 годах потребовали от партии пересмотреть свои притязания на исключительное право управлять страной. Политические партии более тесно связаны с личностями их лидеров, чем с идеологией и проводимой политикой. Национальный конгресс за реконструкцию Тимора, основанный бывшим президентом Шананой Гусманом в преддверии выборов 2007 года, стал главной оппозицией ФРЕТИЛИНу. Обе основные партии по-прежнему возглавляет «старая гвардия», состоящая из людей, которые получили известность во время сопротивления оккупации Индонезии. Законом устанавливается разграничение между политической партией, имеющей право участвовать в выборах, и гражданской ассоциацией. Партия должна отстаивать общенациональные интересы, способствовать соблюдению прав и свобод, политической социализации, участвовать в работе и способствовать развитию институтов государства. Министерство юстиции занимается регистрацией партий, при этом в регистрируемой организации должно быть не менее 1500 членов старше 17 лет и она должна иметь представительства во всех 14 округах. По состоянию на 2005 год в стране действовало 16 зарегистрированных политических партий.

### Государственная символика
- Флаг
- Флаг ФРЕТИЛИН — первообраз национального флага
- Герб
- Первоначальная версия герба[b]

После выхода из состава Индонезии в 1999 году Восточный Тимор перешёл под управление ООН и использовал её флаг. Флаг ФРЕТИЛИН, представляющий собой полотно с тремя вертикальными полосами — красными сверху и снизу, а также жёлтой посередине — и чёрным крыжем слева с белой звездой, лёг в основу национального флага, принятого 20 мая 2002 года одновременно с обретением страной независимости. Современный флаг представляет собой красное полотнище, в левой части располагается чёрный треугольник с белой пятиконечной звездой, перекрывающий жёлтый треугольник. Отношение ширины к длине составляет 1:2. Чёрный цвет символизирует несколько столетий колониализма и оккупации, жёлтый — борьбу за независимость, а красный — страдания восточнотиморского народа. Белая звезда — символ надежды на будущее.
Государственный герб называется «Белак» (тетум Belak, дословно — «круглый плоский диск»). Принят в 2007 году. Он символизирует земной шар и воплощает национальное единство. Четырёхугольный геральдический щит отсылает к горе Рамелау, символизируя принцип разделения властей и взаимозависимость органов государственной власти. Открытая книга, шестерня, початок кукурузы и рисовый колос отражают мудрость и способность людей развивать культуру, образование, сельское хозяйство, промышленность и социальную справедливость. Автомат Калашникова (АК-47), лук и копьё — символы борьбы за независимость. Девиз гласит: «Единство, Действие, Прогресс» (порт. Unidade, Ação, Progresso) и «представляет основные политические и моральные ценности» восточнотиморского народа.
«Pátria» — национальный гимн Восточного Тимора. Сочинён в 1975 году Афонсу де Араужо на слова Франсиско Борха да Кошты. Впервые использован после провозглашения независимости от Португалии, официально принят в 2002 году.

## Право

### Основы правовой системы
В целом правовую систему страны можно отнести к романо-германской семье. Статьёй 1 Конституции Демократическая Республика Восточный Тимор провозглашается «демократическим, суверенным, независимым и унитарным государством, основанным на правлении закона, воле населения и уважении к человеческому достоинству». Конституция включает в себя сведения об основных отраслях права. В пункте 4 статьи 2 признаётся действие норм обычного права, так как они не расходятся с Конституцией и законами страны. Обычное право в большей мере используется для регулирования брачно-семейных и наследственных отношений, главным образом в сельской местности. В статье 9 оговаривается, что в правовую систему входят общие или обычные принципы международного права. Ратифицированные и опубликованные в должном порядке международные акты главенствуют над внутренним законодательством. Инициатива пересмотра Конституции может принадлежать только депутатам и фракциям Национального парламента. Для преобразования парламента в Учредительное собрание необходимо 4/5 голосов депутатов. Для принятия Собранием поправок к Конституции необходимо 2/3 голосов. Первые предложения о поправках к Конституции могли быть инициированы только через 6 лет после принятия исходного текста, то есть в 2008 году. Президент обязан подписать закон об изменении Конституции, заключительные и переходные положения.
Индонезийское законодательство в 1975 году заменило португальское и сохраняло своё действие на всём протяжении оккупации. Часть законов Индонезии имеет силу по сей день, постепенно заменяясь собственными актами.
Экономическое законодательство нацелено на поддержку частных предпринимателей и привлечение иностранных инвестиций. Права собственности гарантируются Конституцией, но определены размыто, с противоречиями, вытекающими из португальского и индонезийского законодательств, а также местных традиций. Землёй на праве собственности могут владеть только восточнотиморские граждане. Трудовое законодательство гарантирует право на забастовки, ведение коллективных переговоров и объединение в профсоюзы. Локауты, принудительный и рабский труд запрещены Конституцией. Целью властей является развитие уголовного законодательства с учётом норм международного права и гуманистических принципов. Запрещены смертная казнь и пожизненное заключение.

### Преступления
Распространены мелкие преступления, которые иногда могут принимать насильственный характер. Восточный Тимор выступает источником, пунктом транзита и назначения для торговли людьми. Мужчины часто подвергаются трудовой эксплуатации в сельском хозяйстве, строительстве и горнодобывающей промышленности, в то время как женщин заманивают в другие азиатские страны, такие как Китай, Индонезия или Малайзия, где заставляют работать в качестве домашней прислуги. Широкую распространённость имеет детский труд. Молодые женщины и мужчины часто подвергаются сексуальной эксплуатации в Дили. Жертв торговли людьми, как правило, вывозят в Индонезию. Преступления, связанные с незаконной вырубкой леса, торговлей дикими животными, контрабандой нефти и газа широко не распространены. Есть крупный незаконный оборот табака, контрабанде которого способствует высокая налоговая ставка на табачные изделия. Коррупция является большой проблемой, особенно в государственном секторе. В 2023 году страна заняла 70-е место в мире по индексу восприятия коррупции (43/100). Налоговый контроль ограничен, а уклонение от уплаты налогов широко распространено среди юридических и физических лиц, многие из которых, возможно, даже не подозревают о том, что совершают преступления. Ещё одной крупной проблемой является организованная преступность. Усилия властей по борьбе с организованным насилием оказались неэффективными. Безработица и бедность среди молодёжи выступают основными факторами вовлечения в бандитизм. Между бандами происходят жестокие столкновения. Из оружия в разборках применяются в основном камни, ножи, стрелы и мачете. Политики и политические партии в отдельных случаях могут вступать в связи с преступными группировками и нанимать их для совершения поджогов, запугиваний и убийств, чтобы завоевать голоса избирателей. Удобное расположение страны между Юго-Восточной Азией и южной частью Тихого океана делает её привлекательным местом для иностранных преступников, желающих провезти контрабандой незаконные товары через эти два региона или в них. Уровень умышленных убийств на 100 тысяч человек в 2019 году — 4,7.

### Полиция
Национальная полиция Восточного Тимора (PTNL) была создана в 2002 году, хотя до 2004 года она полностью не контролировалась правительством. Её непосредственным предшественником была Полицейская служба Восточного Тимора (ETPS или TLPS), созданная в 2001 году ВАООНВТ. В 2008 году вооружённые силы и полиция страны получили монополию на насилие, при этом за пределами этих организаций очень мало огнестрельного оружия. В состав PTNL входит три специальных вооружённых подразделения: Группа полицейского резерва (URP, ранее — Служба быстрого развёртывания); Пограничный патруль (UPF); Группа быстрого реагирования (UIR). По состоянию на 2018 год в восточнотиморской полиции (включая её подразделения) служило 4165 человек, из них 623 — женщины.

### Права человека
Конституцией гарантированы равные права для мужчин и женщин, однако дискриминация и гендерное неравенство сохраняются на практике и в рамках обычного права. В 2015 году 59 % женщин подвергались физическому или сексуальному насилию. К 2024 году власти начали оказывать больше поддержки подразделениям полиции, занимающимся борьбой с гендерным насилием. Весомой проблемой является жестокое обращение с детьми (физическое, психологическое и сексуальное насилие); как в семьях, так и в школах продолжают практиковаться телесные наказания. Мусульмане заявляли о дискриминации при приёме на государственную службу.
Однополые отношения легализованы, однополые браки — нет. Представители ЛГБТ сообщают о случаях физического насилия в том числе со стороны родственников, включая случаи «исправительного» изнасилования и принудительных браков. Преступления на почве ненависти по признаку сексуальной ориентации в уголовном кодексе признаны отягчающим обстоятельством, но другие меры защиты ЛГБТ от дискриминации отсутствуют. Тем не менее с 2017 года при поддержке правительства проводится ежегодный прайд-парад.
Омбудсмен, официально известный как «Проведор прав человека и справедливости» — независимый орган, осуществляющий надзор за соблюдением прав человека и призванный рассматривать и стремиться улаживать жалобы граждан против публичных органов власти, заключать соответствие актов с законом, предотвращать несправедливости и инициировать процессы для их устранения. Однако, аналогично другим странам, омбудсмен не выносит решений по существу жалоб, а только направляет рекомендации в компетентные органы. Он назначается парламентом абсолютным большинством голосов депутатов сроком на четыре года.

## Внешняя политика
Международное сотрудничество всегда было приоритетом для Восточного Тимора; международная помощь составляла 80 % бюджета до того, как её начали заменять доходы от нефти. Международные силы также обеспечивали безопасность страны, с 1999 года в страну было направлено пять миссий ООН. Последняя из них, Интегрированная миссия ООН в Восточном Тиморе, началась после восточнотиморского кризиса 2006 года и завершилась в 2012 году.

Весь государственно-бюрократический аппарат Восточного Тимора, включая дипломатический корпус, сформировался из членов ФРЕТИЛИН и ФАЛИНТИЛ, которые на протяжении нескольких десятков лет боролись с индонезийской оккупацией нередко партизанскими методами и оказались не готовы к дипломатической работе. Другими негативными факторами, повлиявшими на дипломатию новообразованного государства, стали языковой барьер и низкая грамотность, вызванные отсутствием системного школьного образования. Отрицательно сказалась и крайняя бедность, Восточный Тимор не имел достаточно финансов для обеспечения работы своего дипломатического корпуса.
Участник Организации Объединённых Наций (с 2002) и связанных с ней учреждений, Всемирного банка (с 2002), Международного валютного фонда (с 2002), Международного банка реконструкции и развития (с 2002), Сообщества португалоязычных стран (с 2002), Движения неприсоединения (с 2003), Стран Африки, Карибского бассейна и Тихого океана (с 2007), Всемирной торговой организации (с 2024). Страна также является лидером Группы семи плюс и наблюдателем при Форуме тихоокеанских островов и Меланезийской инициативной группы.
Восточный Тимор официально подал заявку на вступление в АСЕАН в 2011 году, а в ноябре 2022 года он был «принципиально» принят в качестве одиннадцатого члена, а также ему был предоставлен статус наблюдателя на встречах ассоциации. Несмотря на то, что националистическое политическое руководство выступало за более тесные связи с меланезийскими государствами, страна стремилась к членству в АСЕАН ещё до обретения независимости, а её лидеры заявляли, что присоединение к тихоокеанским организациям исключило бы возможность вступления в АСЕАН. Членство в ассоциации было запрошено по экономическим соображениям и соображениям безопасности, в том числе для улучшения отношений с Индонезией. Тем не менее этот процесс шёл медленно из-за отсутствия поддержки со стороны некоторых государств АСЕАН.
По состоянию на 2023 год посольства Восточного Тимора действуют в 24 странах мира, в том числе в США, Китае, Ватикане, основных партнёрах по Содружеству португалоязычных стран и во всех странах — участницах АСЕАН. В само́м государстве функционируют 16 посольств, а также представительство Европейского союза.
К числу постоянных двусторонних доноров относятся Австралия, Португалия, Германия и Япония, а Восточный Тимор имеет репутацию эффективного и прозрачного пользователя донорскими средствами. Хорошие отношения с Австралией и Индонезией являются политической целью правительства, несмотря на исторические напряжённости. Эти страны являются важными экономическими партнёрами и обеспечивают большинство транспортных связей со страной. Китай внёс свой вклад в развитие инфраструктуры в Дили.
Ещё до обретения независимости в отношениях с Австралией возникли серьёзные разногласия из-за природных ресурсов в акватории Тиморского моря, препятствующих установлению взаимосогласованной границы. Диспут был разрешён в 2018 году после переговоров в Постоянной палате третейского суда, когда была установлена морская граница между двумя странами наряду с соглашением о доходах от природных ресурсов.

## Вооружённые силы
Вооружённые силы Восточного Тимора (Восточнотиморские силы обороны, F-FDTL) были созданы в 2001 году вместо ФАЛИНТИЛ и реорганизованы после событий 2006 года. Они отвечают не только за защиту от внешних угроз, но и за борьбу с насильственными преступлениями, разделяя эту роль с Национальной полицией Восточного Тимора. На практике обязанности между вооружёнными силами и полицией оказались разделены нечётко, что стало препятствием для разработки оборонной политики. Со временем правительство расширило роль F-FDTL, кроме прочего, возложив на них ответственность за реагирование на гуманитарные кризисы и подавление гражданских беспорядков. Вооружённые силы остаются небольшими: 2200 солдат в регулярной армии и 80 в военно-морском компоненте. Эксплуатируется один самолёт (Cessna 172) и семь патрульных катеров, есть планы по расширению военно-морского компонента. Скромное вооружение состоит из техники, пожертвованной другими странами. Тяжёлой техникой армия не располагает. Вооружённые силы всё ещё находятся в стадии формирования и не играют какую-либо роль в политических процессах государства.
Конституция Восточного Тимора гласит, что президент является верховным главнокомандующим силами обороны и обладает полномочиями назначать командующего и начальника штаба F-FDTL. Совет министров и Национальный парламент несут ответственность за финансирование F-FDTL и разработку политики, касающейся безопасности Восточного Тимора. В 2002 году было создано небольшое Министерство обороны (которое в 2007 году было переименовано в Министерство обороны и безопасности) для обеспечения гражданского контроля над F-FDTL. Нехватка подходящего персонала для министерства и тесные политические отношения между старшими офицерами F-FDTL и правительственными деятелями сделали этот надзор в значительной степени неэффективным и также замедлили разработку оборонной политики. Общие расходы на оборону Восточного Тимора в 2018 году составили 29,1 миллиона долларов США или 1,1 % от валового внутреннего продукта (ВВП). Восточный Тимор является одной из немногих стран Юго-Восточной Азии, которая не увеличила свои расходы на оборону в период с 2009 по 2018 год, при этом расходы на оборону за этот период сократились на 63,4 % в реальном выражении.
В 2020 году была утверждена обязательная воинская служба для мужчин и женщин в возрасте от 18 до 30 лет сроком на 18 месяцев, однако по состоянию на 2023 года степень её применения не ясна.
Восточный Тимор ратифицировал Договор о нераспространении ядерного оружия, Конвенцию о биологическом оружии и Конвенцию о химическом оружии в 2003 году. Страна в 2003 году также стала участником Оттавского договора, который запрещает применение, накопление запасов, производства и передачи противопехотных мин. Ведётся некоторое военное сотрудничество с Австралией, Португалией и США.

## Административное деление
Восточный Тимор — унитарное государство. Его территория разделена на 14 административных округов, которые, в свою очередь, подразделяются на 67 подокругов, 452 суко и 2233 алдея (деревень). Округа Восточного Тимора: Айлеу, Айнару, Атауро, Баукау, Бобонару, Викеке, Дили, Кова-Лима, Лаутен, Ликиса, Манатуту, Мануфахи, Окуси-Амбено и Эрмера.
Существующая система округов и подокругов была создана ещё в колониальные времена. Конституция закрепляет децентрализацию как один из основополагающих принципов, но не содержит конкретных положений о её реализации. После обретения независимости организация децентрализации стала предметом полемики. Большинство предлагаемых моделей оставляли суко за пределами государственного управления; ожидалось, что они продолжат существовать в основном как «традиционные организационные структуры», определяющие местные сообщества, а не являющиеся частью административно-территориального деления. В конечном счёте существующая система округов была сохранена законодательно в 2009 году, при этом они получили очень мало полномочий. В 2016 году были внесены изменения, согласно которым каждым округом руководит государственный служащий, назначаемый центральным правительством. Полуэксклав Окуси, окружённый территорией Индонезии, более самобытен, и в соответствии со статьями 5 и 71 Конституции регулируется особой административной политикой и экономическим режимом. Закон 3/2014 от 18 июня 2014 года реализовал это конституционное положение, которое вступило в силу в январе 2015 года, превратив Окуси в особый административный регион и учредив там особую экономическую зону Восточного Тимора. В январе 2022 года остров Атауро, входивший в состав округа Дили, был преобразован в самостоятельный округ.
Низшие уровни административного деления Восточного Тимора, алдея и суко, в целом действуют в соответствии с местными обычаями, назначение полномочий по управлению ими тесно связано с принадлежностью к сообществу. Руководство обычно передаётся по наследству, но лидеры также могут избираться. В суко в среднем проживает от 2000 до 3000 человек. Законы, принятые в 2004 году, предусматривали избрание некоторых должностных лиц суко, но не наделяли эти должности никакими формальными полномочиями. Обновлённый закон 2009 года установил мандат для этих должностей, хотя он по-прежнему оставлял их за пределами официальной государственной системы, рассматривая как представителей гражданского общества. В 2016 году было закреплено отношение к алдея и суко скорее как к общинам, чем к административным единицам. Несмотря на отсутствие формальной связи с государством, лидеры суко обладают большим влиянием и часто рассматриваются своим сообществом как представители власти. На них возложен ряд обязанностей, включая защиту местных обычаев, разрешение конфликтов, ответственность за проведение сельскохозяйственных переписей и другие. Существуют также советы суко, в которые входят их главы и главы всех относящихся к суко деревень. В совете предусмотрены квоты: два места резервируется для женщин, по одному месту для жителей суко каждого пола в возрасте от 17 до 35 лет и одно место для жителя старше 50 лет.

## Физико-географическая характеристика

### География
Расположенный между Юго-Восточной Азией и южной частью Тихого океана, остров Тимор является крупнейшим из Малых Зондских островов, которые находятся в составе Малайского архипелага. Окружён проливами Омбай и Ветар моря Банда (Тихий океан) на севере и Тиморским морем (Индийский океан) на юге, входит в биогеографический регион Уоллесия. Восточный Тимор делит остров с Индонезией, причём индонезийская территория отделяет полуэксклав Окуси, расположенный 65 километрах к западу от основной границы, от остальной части страны. В состав республики также входят два более мелких острова — Атауро и Жаку. Окуси омывается морем Саву. Протяжённость страны составляет около 265 километров, ширина — 97 километров, площадь — 14 874 квадратных километра. Протяжённость береговой линии — 706 километров. Основная сухопутная граница с Индонезией имеет протяжённость 125 километров, протяжённость границы Окуси с Индонезией — около 100 километров. Общая длина сухопутной границы — 253 километра. По морю граничит с Индонезией и южнее с Австралией. Восточный Тимор имеет исключительную экономическую зону площадью 77 051 км². Столица и крупнейший город — Дили. Вторым по величине городом является Баукау.
Рельеф преимущественно горный, с грядами неактивных вулканов, простирающимися вдоль острова. С юго-запада на северо-восток страну пересекает глыбово-складчатый хребет, который круто обрывается к северному побережью. Там находится наивысшая точка Восточного Тимора — Татамайлау, вершина горы Рамелау (2963 метров). На востоке получили распространение платообразные поверхности высотой 500—700 метров, а вдоль южного побережья расположены низменные аккумулятивные равнины. Есть горячие источники и многочисленные горные ручьи. Большинство рек пересыхают, по крайней мере частично, в сухой сезон. За пределами некоторых прибрежных районов и речных долин почва неглубокая и подвержена эрозии, а её качество низкое.
Восточный Тимор располагается в юго-восточной части Альпийско-Гималайского подвижного пояса. Там с середины плиоцена окраина Австралийского континента сталкивается с внешней невулканической частью островной дуги Банда, в которую в том числе входит остров Тимор. Для территории страны характерно покровно-надвиговое строение. Олистостромы и меланж (в частности серпентинитовый) получили широкое развитие. Территория начиная с плиоцена испытывает активное поднятие. Восточный Тимор находится в одной из наиболее сейсмически активных зон планеты, а также подвержен цунами. В Тиморском море сосредоточены крупнейшие запасы нефти и природного горючего газа страны. В районе города Баукау, то есть на северо-восточном побережье, также находятся небольшие нефтегазовые месторождения. Прибрежные районы сильно зависят от подземных вод как источника водоснабжения.

### Климат
Климат субэкваториальный муссонный, чётко выражены сухие (с июня по октябрь) и влажные (с ноября по май) сезоны. Средние месячные температуры воздуха (25—27 °С) в течение года изменяются незначительно. Сезон дождей продолжается с декабря по май, причём длится немного дольше на юге и во внутренних районах из-за влияния муссонов из Австралии. В этот период количество осадков может достигать 222—252 миллиметров в месяц. В сухой сезон количество осадков снижается до 12—18 миллиметров. Страна уязвима для наводнений и оползней, которые происходят в результате сильных дождей, особенно когда уровень осадков увеличивается из-за эффекта Ла-Нинья. В горных районах холоднее, чем в прибрежных. В период с ноября по апрель страну могут затронуть тропические циклоны, но их воздействие, как правило, слабое из-за близости к экватору.

### Флора и фауна
Прибрежные экосистемы по всей стране очень разнообразны. В их число входят коралловые рифы, простирающиеся вдоль северного побережья; воды страны являются частью зоны Кораллового треугольника. Рифы находятся в зоне риска. Однако они, по-видимому, понесли меньший ущерб от обесцвечивания кораллов и повышения температуры океана по сравнению с другими странами — участницами Кораллового треугольника, что может быть связано с изоляцией страны и низким развитием туризма. На востоке страны находится хребет Пайчау и озеро Ира-Лаларо, а также первая в стране природоохранная зона — национальный парк Нину-Кониш-Сантана. Там расположен последний оставшийся в стране массив сухих листопадных лесов и обитает ряд уникальных видов растений и животных. Биоразнообразию страны нанесла ущерб передача земель для хозяйственных нужд. Помимо изменения климата местным экосистемам угрожают обезлесение, деградация почвы, чрезмерный вылов рыбы и загрязнение окружающей среды. Законодательством предусмотрены определённые природоохранные меры, но они не являются приоритетом правительства.
В стране насчитывается около 41 000 видов растений, 70 % из которых являются эндемиками. В середине 2010-х годов леса покрывали 35 % территории Восточного Тимора. На севере встречаются листопадные, на юге — влажные вечнозелёные леса. Во многих местах коренной лесной покров в результате процесса обезлесения замещён вторичными саваннами с казуариной, эвкалиптами и рощами акаций. Восточный Тимор входит в экорегион широколиственных лесов Тимора и Ветара.
Известно об около 20 видах земноводных и около 40 видах пресмыкающихся. Также обитает 34 вида летучих мышей, семь видов крыс и мышей, пять видов землероек. Насчитывается 262 вида птиц, вблизи побережья страны обитает свыше тысячи морских видов, из них 19 внесены правительством в список охраняемых, что делает их отлов незаконным. Ряд видов млекопитающих был интродуцирован.

## Экономика

### Общее состояние и основные показатели
По оценке Международного валютного фонда, валовой внутренний продукт Восточного Тимора по паритету покупательной способности (ВВП ППС) в 2023 году составил пять миллиардов долларов, ВВП (ППС) на душу населения — 3747 долларов. Объём номинального ВВП — два миллиарда долларов, в расчёте на душу населения — 1497 долларов. Индекс Джини — 28,7 (2023), индекс человеческого развития (ИЧР) — 0,566 (2022), уровень инфляции — 0,96 % (2019).
Экономика Восточного Тимора является рыночной, хотя и располагает большим государственным сектором. Денежная единица — доллар США, также выпускаются разменные монеты, известные как восточнотиморское сентаво. Экономика в целом открыта для иностранных инвестиций, которые зачастую сопряжены с трудностями, связанными с действующим в стране запретом на владение землёй негражданами. Конкуренция ограничена небольшим размером экономики, а не какими-либо государственными барьерами. На 2021 год импорт превосходил экспорт в 25 раз (без учёта нефти и газа). На инфляцию сильно влияют государственные расходы. С 2011 по 2021 годы экономический рост составлял в среднем 2,5 % в год. Начиная с 2012 года государственные расходы сократились, что в последующие годы имело побочные эффекты для частного сектора и привело к снижению темпов роста ВВП.
Восточный Тимор — одна из беднейших стран мира. Его экономика пришла в упадок в годы борьбы с индонезийской оккупацией, к концу 1999 года было разрушено около 70 % хозяйственной инфраструктуры. Экономическое развитие затрудняется периферийным положением острова, а также сухим и жарким климатом, осложняющим ведение сельского хозяйства. Бедность особенно распространена в сельских районах, где многие занимаются натуральным хозяйством или рыбной ловлей. В целом женщины беднее мужчин и нередко работают на низкооплачиваемых должностях. В то время как по состоянию на 2016 год 91 % состоящих в браке мужчин трудоспособного возраста (15—49 лет) были трудоустроены, доля женщин составляла только 43 %. Широко распространено недоедание, более половины детей демонстрируют задержку роста. На востоке страны, где проживает около четверти населения, уровень бедности ниже, чем в западной её части, где сосредоточено 50 % граждан.
Жители столицы Дили в среднем живут лучше, хотя по международным стандартам они остаются бедными. Небольшой размер частного сектора означает, что само правительство часто является заказчиком государственных предприятий. Около четверти населения трудоспособного возраста занято в формальном секторе экономики, в то время как бо́льшая часть занимается фермерством и рыболовством. В государственном и частном секторах занято примерно по 10 % населения трудоспособного возраста. Большинство домохозяйств живут за счёт работы в неформальном секторе. 27 % населения получают средства к существованию натуральным хозяйством, занимаясь сельским хозяйством или рыболовством, 21 % — студенты, а остальные — пенсионеры, безработные или заняты неоплачиваемым домашним трудом.
Несмотря на бедность, Восточный Тимор располагает значительным количеством природных ресурсов. С их учётом в 2000-х годах общее национальное богатство Восточного Тимора в расчёте на душу населения было эквивалентно богатству страны с уровнем доходов выше среднего, такой как Малайзия. Более половины богатства приходилось на нефть и более четверти — на природный газ. Нефтяной фонд Восточного Тимора был создан в 2005 году, чтобы превратить эти невозобновляемые ресурсы в более устойчивую форму богатства. С 2005 по 2023 год в фонд поступило 24,9 миллиардов долларов, заработанных на продаже нефти. 7,5 миллиарда долларов было получено за счёт инвестиций, в то время как 15 миллиардов долларов было потрачено. Средства из фонда часто инвестируется правительством в крупные частные проекты. Снижение доходов от нефти и газа по мере истощения их запасов привело к продолжающемуся с 2010 года падению ИРЧП. 80 % государственных расходов поступает из этого фонда, объём которого по состоянию на 2021 год составлял 19 миллиардов долларов, что в 10 раз превышает размер национального бюджета. Поскольку доходы от продажи нефти сократились, фонд рискует быть исчерпанным. Начиная с 2009 года объём расходов фонда превышал приемлемый уровень почти каждый год. По утверждению экспертов Международного валютного фонда, к 2011 году страна стала наиболее зависимым от мировой цены на нефть государством мира.
Вторым по величине источником государственных доходов после нефтяного фонда являются налоги. Налоговые поступления составляют менее 8 % ВВП, что ниже, чем во многих других странах региона и с экономикой аналогичного размера. Другие государственные доходы поступают от 23 «автономных агентств», в число которых входят портовые управления, инфраструктурные компании и Национальный университет Восточного Тимора.  Экономика страны также зависит от иностранной помощи.
В целом государственные расходы остаются одними из самых высоких в мире, однако инвестиции в образование, здравоохранение и водоснабжение незначительны. Развитие частного сектора отстаёт из-за нехватки человеческого капитала, слабой инфраструктуры, несовершенства правовой системы и неэффективной нормативно-правовой базы. Частный сектор сократился в период с 2014 по 2018 год, несмотря на рост численности населения трудоспособного возраста. Ненефтяные секторы экономики не получили развития. Высокая зависимость экономики страны от нефти может указывать на некоторые признаки «ресурсного проклятия». С 2013 по 2019 год на долю кофе приходилось 90 % всего экспорта, не связанного с ископаемым топливом, при этом общий объём такого экспорта составлял около 20 миллионов долларов США в год. Также экспортируются пряности и мрамор. Преобладающие импортные товары: продукты питания, транспортные средства, оборудование и машины, нефтепродукты, швейные изделия и ткани. В 2022 году основными направлениями экспорта стали КНР (26,1 %), Индонезия (21,9 %), Республика Корея (21,2 %) и Япония (20,6 %), основными источниками импорта — Индонезия (28,8 %), КНР (14,8 %) и Китайская Республика (10,2 %).

### Сельское хозяйство и рыболовство
Население в значительной степени зависит от сельского хозяйства, 66 % семей получают средства к существованию той или иной его формой. Однако страна в целом производит недостаточно продовольствия для самообеспечения и, таким образом, полагается на импорт. При этом сельскохозяйственный сектор получает недостаточно инвестиций от правительства (менее 2 % государственных расходов).
Общая площадь земель, пригодных для ведения сельского хозяйства в Восточном Тиморе, составляет от 4500 до 6000 квадратных километров, то есть менее половины площади страны. На 2021 год сельскохозяйственные земли занимали 23 % территории государства. Кофе — важнейшая сельскохозяйственная культура. Высокий спрос на мировом рынке на восточнотиморское кофе связан с тем, что он выращивается без использования химикатов. Также товарный сектор сельского хозяйства страны сосредоточен на выращивании ванили, гвоздики, какао и кокосов. Большинство жителей сельской местности занимаются подсечно-огневым земледелием, используя ручные орудия труда для выращивания основных продовольственных культур (богарного риса, кукурузы, сои, овощей и фруктов); часть урожая идёт на продажу. Объёмы заготовок пород ценной древесины (сандалового дерева и других) сократились в результате вырубки лесов. Разведение лошадей и крупного рогатого скота сдерживается ограниченными кормовыми ресурсами и потерей значимого рынка сбыта в Индонезии.
Сельскохозяйственный сектор страны сильно зависит от погодных факторов: периодически происходят засухи, которые приводят к резкому снижению урожаев и дефициту продуктов питания. Обеспечение продовольственной безопасности страны является приоритетом правительства. Так, целью Программы восстановления сельского хозяйства выступает реконструкция сельских дорог и улучшение систем орошения риса. Сельскохозяйственный кооператив Cooperativa Café Timor и другие организации финансируют развитие сектора кофе. Осуществляются мероприятия по распространению высокоурожайных сортов кукурузы, батата и арахиса, а также использование минеральных удобрений и пестицидов.
Сектор рыболовства в Восточном Тиморе невелик и менее развит, чем во многих соседних странах. Тем не менее морские ресурсы Восточного Тимора обладают высоким потенциалом, и 94 % потребляемой внутри страны рыбы поступает из океана, особенно из прибрежных районов. Промышленный промысел ведётся в основном вдоль южного побережья. В Дили на 2001 год проживало более 50 % всех работников рыбного хозяйства. Почти вся выловленная рыба и морепродукты продаются и потребляются в пределах страны. Бо́льшую часть улова составляют мелкие пелагические рыбы — ставрида, сардины, молодь тунца. К рыбным ресурсам во внутренних водоёмах относятся интродуцированная тилапия и несколько эндемиков. В некоторых районах ведётся аквакультура морских водорослей эухеума. Правительство поощряет дайвинг и спортивное рыболовство в качестве средств привлечения туризма.

### Промышленность
Добыча нефти началась в 2000 году на месторождении Эланг-Какатуа — Какатуа-Норт близ города Баукау на северо-востоке страны. В 2003—2004 годах стала вестись разработка месторождения Баю-Ундан, запасы которого оцениваются в один триллион кубических метров природного газа и 400 миллионов баррелей газового конденсата, промышленная добыча которого ведётся начиная с 2004 года. Наиболее крупные нефтегазовые месторождения в Тиморском море располагаются на границе экономических зон Восточного Тимора и Австралии. Их эксплуатацию призвано регулировать межправительственное соглашение о «районе совместной добычи нефти» (Joint Petroleum Development Area) в рамках Договора о Тиморском море, подписанного в 2002 году. Подтверждённые запасы в этом районе составляют свыше 1,4 триллиона кубометров природного газа и около 500 миллионов баррелей нефти. Добычей нефти и газа занимаются австралийская компания «Woodside Energy», американская «ConocoPhillips», британская «Shell» и японская «Osaka Gas». В 2003 году началась совместная разработка Австралией и Восточным Тимором крупного месторождения Грейтер-Санрайс, причём по заключённому соглашению последний должен получать 18 % от возможных доходов.
Ожидается, что ресурсы на месторождении Баю-Ундан скоро иссякнут, в то время как организация добычи на месторождении Грейтер-Санрайс оказалась технически и политически сложной задачей. Оставшиеся потенциальные запасы также теряют ценность, поскольку нефть и газ становятся менее предпочтительными источниками энергии.
Электроэнергией столицу обеспечивает ТЭС «Comoro», в то время как другие города обслуживаются местными электроустановками. Мазут, дизельное топливо и другое топливо для производства электроэнергии в основном импортируется. Работают предприятия, в основном мелкие, пищевкусовой (включая бутилирование питьевой воды и обработку зёрен кофе), полиграфической промышленности; существует производство строительных материалов. Доля кустарных производств (мыловарение, ткачество и прочее) высока.
Можно выделить следующие направления ремесла: резьба по дереву и слоновой кости, гончарное дело, плетение, производство кокосового волокна и изготовление корзин.

### Сфера услуг
Туристическая отрасль не получила заметного развития, в 2017 году страну посетили 75 000 туристов. С 1999 года в сфере услуг преобладает обслуживание миротворческого контингента ООН и персонала различных международных миссий. Также важную роль в этом секторе играют образование, здравоохранение и создание новых объектов инфраструктуры (дорожное и жилищное строительство, развитие жилищно-коммунального хозяйства). Развитие получили внутренняя (как оптовая, так и розничная) торговля, гостиничный и ресторанный бизнесы.

### Транспорт
Транспортная сеть страны развита слабо. Железные дороги отсутствуют. Автомобильные дороги расположены в основном в прибрежных районах, они связывают страну с индонезийской частью острова. Включая окружные, городские и сельские дороги, общая протяжённость дорог в Восточном Тиморе составляет около 6000 километров. Существует 20 магистральных дорог, которые относятся к классу А (национальные дороги), общей протяжённостью около 1360 километров. Основным видом транспорта в стране является автомобильный. На дорожную сеть приходится 90 % пассажирских перевозок и 70 % грузовых. Основная сеть состоит из 1426 километров национальных и 869 километров окружных дорог. Приблизительно 70 % сети по состоянию на 2018 год находилось в плохом состоянии. Некоторые участки узкие и расположены в труднопроходимой местности. Дороги с твёрдым покрытием составляют 80 % от основной сети страны, но почти все они пришли в негодность и нуждаются в ремонте или модернизации.
В столице расположены два морских порта: порт Дили, обслуживающий пассажирские суда и круизные лайнеры, и порт Тибар-Бей, нацеленный на перевозки импортных и экспортных товаров. Последний стал первым в стране проектом государственно-частного партнёрства. В Восточном Тиморе есть восемь аэродромов и аэропортов (2019), единственный международный — аэропорт имени Президента Николау Лобату в Дили. Два вертодрома (2024). Флагманский авиаперевозчик — Aero Dili.

### Связь
Восточный Тимор восстанавливает свою телекоммуникационную инфраструктуру, разрушенную в годы гражданских беспорядков. Уровень распространения фиксированной связи и широкополосного доступа к интернету в стране остаётся крайне низким, главным образом из-за ограниченной инфраструктуры фиксированной связи и распространения мобильной. На 2020 год в Восточном Тиморе было три поставщика телекоммуникационных услуг, общая зона сетевого покрытия которых составляла 98 % территории. В ноябре 2020 года правительство одобрило развёртывание подводной оптоволоконной линии связи, соединяющей юг страны с Австралией через Северо-Западную кабельную систему. По состоянию на июль 2022 года 37 % населения имели доступ к интернету (515 000 человек). По скорости интернет-соединения Восточный Тимор на 2020 год занимает 215 место в мире (0,89 мегабит в секунду), загрузка файла объёмом пять гигабайт занимает почти 13 часов. Национальный домен — .tl. До 2015 года использовался домен .tp. В 2017 году Telemor, дочерняя компания вьетнамской Viettel, запустила сеть 4G. Телефонный код страны — +670. По данным Всемирного банка, на 2022 году в стране насчитывалось 1 481 007 абонентов мобильной сотовой связи и 1840 абонентов фиксированной телефонной связи. Доступны услуги международной связи, которая (не учитывая находящейся в разработке оптоволоконной линии с Австралией) обеспечивается спутником.
С 2003 года Восточный Тимор входит во Всемирный почтовый союз (ВПС). Correios de Timor-Leste — государственное учреждение, ответственное за предоставление почтовых услуг. Оно является членом  Международной ассоциации португалоязычных коммуникаций с 2002 года.

## СМИ
На 2019 год действовало семь телевизионных станций (три спутниковых канала, два эфирных, два кабельных) и 21 радиостанция. Самым популярным СМИ страны является радио. Издаются четыре ежедневные газеты — «Timor Post», «Suara Timor Lorosae», «Diário», «Jornal Independente» и две еженедельных — «Tempo Semanal» и «Business Timor». Количество читателей печатных медиа ограничено низким уровнем грамотности населения. Кроме того, на работе СМИ негативно сказывается низкий образовательный уровень журналистов. С 2016 года действует государственное информационное агентство Tatoli (ранее Agência Noticiosa de Timor-Leste (ANTIL)). Его материалы публикуются на английском, индонезийском, португальском и тетуме.
Почти 90 % населения слушают открытое в 2002 году государственное радио «Radio Nacional de Timor-Leste» (RTL). Меньшим охватом располагает государственный телеканал «Televisão de Timor Leste» (TVTL), который кроме программ собственного производства транслирует передачи Australian Broadcasting Corporation (ABC), BBC World и бразильской телесети «Globo». TVTL и RTL входят в состав одной национальной телерадиовещательной компании «Rádio-Televisão Timor-Leste» (RTTL). На территории епархии Дили вещание осуществляет католическое радио «Radio Timor Kmanek» (RTK), основанное в 1992 году. В ряде округов вещают комьюнити-радио, которые были объединены в существующую с 2001 года ассоциацию Asosiasaun Radio Komunidade Timor-Leste. Название запущенной в 2011 году радиостанции «Radio Maubere» восходит к одноимённой подпольной радиостанции организации ФРЕТИЛИН, вещавшей в 1975—1978 годах.
Свобода прессы, как и свобода слова, гарантирована Конституцией. В 2014 году принят Закон о СМИ. Ранее правительство применяло в отношении медиа португальские нормативно-правовые акты ввиду отсутствия собственного законодательства. Свобода массовой информации в целом соблюдается. Неправительственная организация «Репортёры без границ» в 2023 году поставила Восточный Тимор на десятое место в своём индексе свободы прессы, но вместе с тем отметила: «Закон о СМИ 2014 года представляет собой постоянную угрозу, нависшую над журналистами, и поощряет самоцензуру». Миссия ООН по поддержке Восточного Тимора регистрировала случаи выдворения иностранных журналистов после публикации критических по отношению к политике правительства статей, а также попытки повлиять на содержание публикуемого материала. По законодательству СМИ не могут более чем на 30 % принадлежать иностранным компаниям.

## Население

### Демография
По данным переписи 2022 года, численность населения Восточного Тимора составляла 1 341 737 человека. Бо́льшая часть населения проживает у береговой линии, где сосредоточены все крупные городские территории. Жители столицы имеют доступ к более широкому спектру перспектив трудоустройства, услуг образования и здравоохранения. Хотя по всей стране существует сильное гендерное неравенство, в Дили оно не так сильно выражено. Состоятельное меньшинство часто выезжает за границу для получения образования, медицинского обслуживания и в других целях. Население молодое, средний возраст по состоянию на 2016 год — 18,8 года (мужчины — 18,2, женщины — 19,4 года). В частности, значительную часть населения (почти 45 % в 2015 году) составляют мужчины в возрасте от 15 до 24 лет, что является третьим по величине «молодёжным бугором» среди мужчин в мире.
На русском жителей Восточного Тимора называют восточнотимо́рцами. Слово «маубере», ранее использовавшееся португальцами для обозначения коренных восточнотиморцев и часто употреблявшееся как синоним неграмотных и необразованных, было принято ФРЕТИЛИНом как выражение гордости.
В 1950—2015 годах численность населения Восточного Тимора увеличилась почти в 2,7 раз (так, если в 1950 году оно составляло 433 тысячи человек, то к 2010 году увеличилось до 1,020 миллиона). Темпы роста сильно колебались. Снижения абсолютных значений и темпов роста населения в отдельные периоды истории объясняются миграционным оттоком. Плотность населения на 2024 год составляет 92,8 чел./км² (122-е место в мире), наибольшая плотность — в столичном округе Дили, около 700 чел./км2. Доля городского населения в 2023 году составляла 32,5 %.
В 2013 году экономически активное население составляло 259,8 тысяч человек. Структура занятости выглядит следующим образом: 64 % занятых восточнотиморцев работают в сельском или лесном хозяйстве, а также в секторах рыболовства и охоты, 26 % — в сфере услуг, 10 % — в промышленности и строительстве. Официальный уровень безработицы на 2013 год — 11 %, среди молодёжи (15—25 лет) — 14,8 % (10,4 % — мужчины и 22,7 % — женщины). По оценке, на 2002 год неофициально работали 4 % детей в возрасте от 5 до 15 лет.
В 2022 году 17,5 % жителей Восточного Тимора не проживали в общине, в которой они родились. Только в округе Дили наблюдается рост населения за счёт внутренней миграции, в то время как в Баукау, Вике, Лаутен и Бобонаро был зафиксирован значительный отток. На 2022 год около 10 500 граждан Восточного Тимора родились за границей, из них около 7700 — в Индонезии, 7,5 % — в Китае, 8,2 % — в Португалия и её бывших колониях. В 2022 году 4100 жителей Восточного Тимора имели двойное гражданство. С середины 2000-х годов наблюдается миграционный отток населения (на 2016 год — 3,9 на 1000 жителей).
С 1990 по 2019 год ожидаемая продолжительность жизни выросла с 48,5 до 69,5. Ожидаемая продолжительность обучения в период с 2000 по 2010 годы выросла с 9,8 до 12,4, в то время как средняя продолжительность обучения выросла с 2,8 до 4,4. Прогресс в этом отношении с 2010 года был ограниченным. Валовой национальный доход на душу населения аналогичным образом достиг своего пика в 2010 году и с тех пор снизился. По состоянию на 2016 год 45,8 % восточнотиморцев жили за чертой бедности, 16,3 % — в нищете. Суммарный коэффициент рождаемости, который на момент обретения независимости был самым высоким в мире и составлял 7,8, снизился до 4,2 к 2016 году. Он относительно выше в сельской местности, среди более бедных слоёв населения и менее грамотных жителей. По состоянию на 2016 год средний размер домохозяйства составлял 5,3 человека, при этом 18 % домохозяйств возглавляли женщины. Младенческая смертность в 2016 году составила 30 случаев на 1000 новорождённых по сравнению с 60 на 1000 в 2003 году. Коэффициент материнской смертности — 204 случая на 100 000 родов. Средний возраст матери на момент рождения первого ребенка по оценке на 2016 год — 23 года. Распространённость ожирения среди взрослых трудоспособного возраста увеличилось с 5 % до 10 % в период с 2010 по 2016 год. У 46 % детей в возрасте до 5 лет наблюдалась задержка роста по сравнению с 58 % в 2010 году. По состоянию на 2016 год анемией страдали 40 % детей, 23 % женщин и 13 % мужчин.
Доли граждан, имеющих доступ к основным источникам воды (85,5 %), основным санитарным услугам (56,8 %) и электричеству (96,1 %) ниже, чем во многих других странах Юго-Восточной Азии. 36 % граждан живут в условиях умеренной или острой нехватки продовольствия. Почти 58 % детей в возрасте до пяти лет страдают от хронического недоедания.
| 1960       | 1961       | 1962       | 1963       | 1964       | 1965       | 1966       | 1967       | 1968       | 1969       | 1970       | 1971       | 1972       | 1973       | 1974       | 1975       |
| ---------- | ---------- | ---------- | ---------- | ---------- | ---------- | ---------- | ---------- | ---------- | ---------- | ---------- | ---------- | ---------- | ---------- | ---------- | ---------- |
| 499 681    | ↗508 504   | ↗517 704   | ↗527 291   | ↗537 285   | ↗547 688   | ↗558 117   | ↗568 447   | ↗579 192   | ↗591 077   | ↗604 392   | ↗620 138   | ↗637 603   | ↗653 367   | ↗662 803   | ↗662 981   |
| 1976       | 1977       | 1978       | 1979       | 1980       | 1981       | 1982       | 1983       | 1984       | 1985       | 1986       | 1987       | 1988       | 1989       | 1990       | 1991       |
| ↘652 114   | ↘632 227   | ↘608 878   | ↘589 862   | ↘580 730   | ↗583 567   | ↗596 572   | ↗616 650   | ↗638 938   | ↗659 876   | ↗678 277   | ↗695 175   | ↗711 794   | ↗730 158   | ↗751 488   | ↗776 772   |
| 1992       | 1993       | 1994       | 1995       | 1996       | 1997       | 1998       | 1999       | 2000       | 2001       | 2002       | 2003       | 2004       | 2005       | 2006       | 2007       |
| ↗804 803   | ↗832 053   | ↗853 716   | ↗866 700   | ↗869 024   | ↘862 622   | ↘853 069   | ↘848 230   | ↗853 585   | ↗871 353   | ↗899 367   | ↗933 369   | ↗966 987   | ↗982 889   | ↗999 053   | ↗1 015 482 |
| 2008       | 2009       | 2010       | 2011       | 2012       | 2013       | 2014       | 2015       | 2016       | 2017       | 2018       | 2019       | 2020       | 2021       | 2022       | 2023       |
| ↗1 032 182 | ↗1 049 156 | ↗1 066 409 | ↗1 120 392 | ↗1 148 958 | ↗1 180 069 | ↗1 184 830 | ↗1 205 813 | ↗1 224 562 | ↗1 243 235 | ↗1 261 845 | ↗1 280 438 | ↗1 299 995 | ↗1 320 942 | ↗1 341 296 | ↗1 360 596 |

### Языки и этничности
Тиморские общины не разделены строго по этническому происхождению или языковой семье. Отдельные сообщества могут иметь общую этническую принадлежность или язык, но во многих районах наблюдается смешивание этнических и языковых групп. Между востоком (округа Бакэу, Лаутем и Викеке) и западом страны существуют широкие социально-культурные различия, жителей восточной части называют «фираку» (тетум firaku), западной — «калади» (тетум kaladi). Основную составляющую населения занимают тетумы. Проживает значительное количество потомков смешанных браков между португальцами и местными жителями. Существует также китайское меньшинство, большинство из которого составляют хакка. Многие китайцы покинули страну в середине 1970-х годов, поскольку они подвергались преследованиям во время индонезийской оккупации, но значительное число вернулось в Восточный Тимор после её окончания. Некоторая часть — уроженцы Индонезии, включая яванцев и бугисов. Есть небольшие общины тиморских индийцев, в частности, гоанского происхождения, а также потомков выходцев из португальских колоний в Африке и Йемена.
Языки коренных народов делятся на две языковые семьи: австронезийскую и папуасскую, что, вероятно, отражает смешанное происхождение различных этнолингвистических групп острова. В стране насчитывается до 19 аборигенных языков и до 30 диалектов, противоречивые оценки их количеств связаны с варьирующимися подходами к их классификации. Помимо тетума, справочник Ethnologue перечисляет следующие языки коренных народов: адабе, байкено, бунак, фаталуку, галоли, хабу, идате, каируи-мидики, кемак, лакалеи, макасаи, макува, мамбаэ, науэте, токодеде и ваймоа. Согласно «Атласу языков мира, находящихся под угрозой исчезновения», в Восточном Тиморе есть шесть исчезающих языков: адабе, хабун, каируи-мидики, макува, науэте и ваймоа.
Крупнейшим по числу говорящих языком малайско-полинезийской подсемьи в стране является тетум, в основном распространённый вблизи Дили и около западной границы. Другими малайско-полинезийскими языками с числом носителей более 40 000 человек являются мамбаи в центральных горных районах к югу от Дили, байкено в Окуси, кемак на северо-западе страны и токодеде на северо-западном побережье. Основными папуасскими языками являются бунак, распространённый вблизи западной границы, преимущественно в Бобонару; макасаи в округах Баукау и Викеке на востоке; и фаталуку в округе Лаутен на востоке. Перепись 2015 года показала, что наиболее распространёнными родными языками были тетум-праса (родной язык для 30,6 % населения), мамбаи (16,6 %), макасаи (10,5 %), тетум-терик (6,05 %), байкену (5,87 %), кемак (5,85 %), бунак (5,48 %), токодеде (3,97 %) и фаталуку (3,52 %). На другие языки коренных народов приходилось 10,47 % населения, в то время как для 1,09 % населения родными были иностранные языки.
Конституция устанавливает португальский и тетум в качестве официальных языков Восточного Тимора. Это единственное суверенное государство в Азии, где португальский является официальным языком. Кроме того, английский и индонезийский определены как «рабочие языки». Рабочие языки закреплены в Конституции как временное положение (статья 159), которое будет действовать «пока это считается необходимым». В 2012 году 35 % восточнотиморцев могли говорить, читать и писать по-португальски, в докладе ООН от 2005 года указывалась цифра в менее 5 %. Португальский язык получает всё большее распространение, так как он стал основным официальным языком Тимора и его преподают в большинстве школ. Исключительное использование португальского языка правительством и судебной системой может создавать препятствия для непортугалоговорящих жителей страны. Тетум также понимают не все в стране. По данным Обсерватории португальского языка, уровень грамотности в Восточном Тиморе составляет 77,8 % на тетуме, 55,6 % на индонезийском и 39,3 % на португальском языке, а уровень первичной грамотности увеличился с 73 % в 2009 году до 83 % в 2012 году. Согласно переписи 2015 года, 50 % населения в возрасте от 14 до 24 лет могут понимать португальский и говорить на нём. Около 15 % людей старше пяти лет по данным на 2015 год умели читать и писать на английском.

### Образование
Министерство образования, молодёжи и спорта осуществляет управление учебными заведениями страны. Основные регламентирующие документы — принятый в 2008 году Закон об образовании и принятый в 2010 году Закон о профессионально-техническом образовании. Система образования включает трёхлетнее дошкольное воспитание, 12-летнее школьное обучение (в том числе девятилетнее обязательное бесплатное базовое (три цикла) и трёхлетнее среднее (общее или профессионально-техническое)), а также высшее образование. Официальный возраст для поступления в начальную школу — шесть лет. Учебный год начинается в январе и заканчивается в декабре. По состоянию на 2018 год в стране насчитывалось в общей сложности 373 000 учащихся начальных и средних школ, из них около 223 000 (60 %) посещали начальную школу.
Уровень грамотности взрослого населения Восточного Тимора по состоянию на 2023 год составлял 68 % среди взрослых и 84 % среди лиц в возрасте от 15 до 24 лет. Среди женщин он несколько выше, чем среди мужчин. Школу посещает больше девочек, чем мальчиков, хотя некоторые девочки уходят из неё по достижении половой зрелости. По состоянию на 2016 год 22 % женщин трудоспособного возраста (15—49 лет) и 19 % мужчин трудоспособного возраста не имели образования, 15 % женщин и 18 % мужчин имели некоторое начальное образование, 52 % женщин и 51 % мужчин имели некоторое среднее образование, а 11 % женщин и 12 % мужчин получили высшее образование. В целом, 75 % женщин и 82 % мужчин были грамотными. Начальные школы действуют по всей стране, хотя качество материалов и преподавания часто низкое. Средние школы, как правило, расположены в окружных столицах. В 2023 году на образование было выделено 9 % национального бюджета. Функционируют 1554 учебных заведения, включая 94 средних, 1318 начальных и 142 дошкольных. Главным университетом страны является Национальный университет Восточного Тимора. Действуют также четыре колледжа.
После обретения независимости как индонезийский, так и тетум утратили позиции в качестве языков обучения, их начал заменять португальский: в 2001 году только 8,4 % учащихся начальной школы и 6,8 % учащихся средней школы посещали учреждения с португальским языком обучения; к 2005 году этот показатель увеличился до 81,6 % для начальных школ и 46,3 % для средних. Индонезийский язык ранее играл значительную роль в образовании, его использовали 73,7 % всех учащихся средних школ в качестве языка обучения, но к 2005 году португальский использовался большинством школ в Баукау, Манатуто, а также столичном округе. Португалия оказывает поддержку примерно 3 % государственных школ в городских районах Восточного Тимора, что ещё больше поощряет использование португальского языка.

### Религия
Принципы свободы вероисповедания и отделения церкви от государства закреплены в статье 45 Конституции Восточного Тимора. Однако в Основном законе также отмечается весомая роль Римско-католической церкви в обретении страной независимости. Восточный Тимор — одно из двух (наряду с Филиппинами) преимущественно католических государств в Азии, хотя в близлежащих районах восточной Индонезии, таких как Флорес и части Западной Новой Гвинеи, также преобладают католики.
Согласно переписи 2015 года, 97,57 % населения исповедуют католицизм; 1,96 % — протестантизм; 0,24 % — ислам; 0,08 % — традиционные религии; 0,05 % — буддизм; 0,02 % — индуизм и 0,08 % другие религии. Опрос 2016 года, проведённый Программой демографический и медицинских исследований, показал, что католики составляют 98,3 % населения, протестанты — 1,2 % и мусульмане — 0,3 %. Таким образом, Восточный Тимор — второе в мире государство по доле католиков после Ватикана.

Количество церквей выросло со 100 в 1974 году до более чем 800 в 1994 году. Численность последователей католицизма резко возросла в период оккупации Индонезией, поскольку Панчасила, государственная идеология Индонезии, требует от всех граждан веры в единого бога и не признаёт традиционные верования. Анимистические системы верований восточнотиморцев не соответствовали конституционному монотеизму Индонезии, что привело к массовому обращению в христианство. Индонезийские священники переезжали в Восточный Тимор на замену португальскому духовенству, а латинская и португальская мессы были заменены индонезийской. Если на момент индонезийского вторжения 1975 года только 20 % восточнотиморцев называли себя католиками, к концу первого десятилетия после вторжения это число возросло до 95 %. Римско-католическая церковь делит Восточный Тимор на три епархии: архиепархию Дили, епархию Баукау и епархию Мальяны. В сельской местности католицизм синкретизирован с местными анимистическими верованиями. Число протестантов и мусульман значительно сократилось после 1999 года, поскольку эти группы были непропорционально представлены среди сторонников интеграции с Индонезией. Количество протестантских общин сократилось более чем вдвое.

### Здравоохранение
Система здравоохранения развита недостаточно. С окончанием индонезийской оккупации из страны уехало большое количество медицинского персонала и врачей. Доступность медицинских услуг ограничивается большими расстояниями и неразвитой инфраструктурой. Среднее время в пути до медицинских учреждений для сельских жителей составляет около часа, в то время как жителям городов требуется около 40 минут.
По данным на 2023 год, расходы на здравоохранение составляли 5 % от национального бюджета. Государственный сектор предоставляет около 75 % от всех медицинских услуг. На 2011 год действовало 205 медицинских пунктов, 66 общественных медицинских центров (учреждения первичного уровня), пять больниц второго уровня и одна национальная больница (третий уровень), расположенная в Дили. На 100 тысяч жителей в 2011 году приходилось семь врачей. Система здравоохранения построена по окружному принципу, на основе контрактов и обязательного медицинского страхования. Основные причины смерти среди взрослого населения — инфекционные заболевания, особенно туберкулёз. В стране один из самых высоких показателей курения в мире: 33 % населения, из них 61 % мужчин, курят ежедневно.

## Культура
Несколько волн миграций вылились в смешение различных культурных традиций среди населения страны, преимущественно австронезийских и меланезийских. Португальцы не стремились нарушить сложившиеся на острове обычаи, напротив, они построили свою административную политику, исходя из местных социальных норм. Оккупация 1975—1999 годов ознаменовалась попытками разрушить тиморскую идентичность и португальское культурное наследие. При индонезийском правлении движение сопротивления укрепило культурные связи с католицизмом и португальским языком. В то же время культурное влияние Индонезии распространялось через школы и органы власти.
Сохранение традиционных верований перед лицом попыток Индонезии подавить их стало связано с формированием национальной идентичности страны. Она начала зарождаться ещё в конце периода португальской колонизации и получила дальнейшее развитие во время индонезийской оккупации. После обретения независимости начала формироваться гражданская идентичность. Наиболее ярко она проявилась в энтузиазме общества по поводу перехода от партизанского движения к демократии и нашло отражение в нарративе политиков. Культура в столице, характеризующаяся влиянием идей из-за рубежа и «космополитической жизнью», контрастирует с остальной частью страны, где продолжают преобладать традиционные обычаи. Внутренняя миграция в крупные населённые пункты, особенно в Дили, создаёт культурные связи между городскими территориями и сельской глубинкой. Жители городов часто продолжают отождествлять себя с определёнными сельскими районами, даже если несколько поколений их семьи родились в Дили.
Присутствие большого количества этнических и языковых групп означает, что культурные обычаи по всей стране различаются. Местные традиции отражают исторические социальные структуры и практики, в которых политические лидеры считались наделёнными духовной силой. Происхождение было важной частью культурных традиций и отчасти определяло лидерство. Лидеры часто оказывали влияние на землепользование, и сегодня они продолжают играть неформальную роль в земельных спорах и других аспектах общественной жизни. Важной традиционной концепцией является lulik — «сакральность». Некоторые аспекты этой идеи по-прежнему отражают анимистические верования, например, в виде церемоний гадания, которые варьируются по всей стране. Сакральный статус также может быть связан с неодушевлёнными предметами, такими как португальские флаги, которые в семьях передавались из поколения в поколение.
Традиционные ритуалы продолжают играть важную роль. Традиционная одежда и атрибутика распространены по всему Тимору, различные их варианты отражают языковые группы и общины. В прошлом культура была устной, что выражается в хорошо развитой устной истории и умении восточнотиморцев рассказывать длинные сюжеты в прозе или стихотворной форме. Восточнотиморская устная культура известна как Lia nain и является предметом многочисленных антропологических исследований. Большой вес имеет поэзия.
На культурное развитие остальных жителей значительное влияние оказали тетумы. Как следствие контактов с ними другие народы переходили от присваивающего хозяйства к земледелию.
Встречаются два вида традиционных жилищ: четырёхугольные свайные дома с двух- либо четырёхскатной крышей, а также круглые, построенные на утрамбованной поверхности. Первый тип преобладает в долинах и на приморской полосе, второй типичен для горных районов и восточной части. Строительные материалы — воткнутые впритык колья или камни. В каменных домах дверь делается на значительной высоте, поэтому подняться к ней можно только по приставной лестнице. Конические крыши покрывают пальмовыми листьями или травой. Пол из глины или досок.
Жизнь сообществ сосредоточена вокруг «сакральных домов» (тетум uma lulik), строений, которые служат репрезентативным символом и отличительной чертой каждой общины. Архитектурный стиль этих домов различается в разных частях страны. После масштабных разрушений индонезийскими войсками многие из них были перестроены с использованием дешёвых современных материалов. В этих строениях хранятся предметы, считающиеся в общине «сакральными». Парламент считается национальным сакральным домом.
Художественные стили отличаются у различных этнолингвистических групп острова. Тем не менее, повсеместно присутствуют схожие мотивы, такие как крупные животные и особые геометрические узоры. Многие здания в центре Дили сохранили историческую португальскую архитектуру.
В колониальный период в стране использовалась португальская система имён. Полные имена состояли из личного имени (обычно одного или двух), фамилий матери и отца. В повседневной жизни к людям обычно обращались только по их последней (отцовской) фамилии. Выходя замуж, женщины добавляли фамилию мужа (иногда сразу две) к своей. Дети получали две фамилии — матери и отца, а по желанию родителей все четыре. Такие многоэтажные конструкции получили широкое распространение. В период оккупации многие лидеры партизанского движения сменили христианские имена, данные при крещении, на традиционные восточнотиморские или взяли псевдонимы, чтобы сохранить конспирацию. После смерти лидеров первого эшелона движения новые командиры полностью перешли на использование псевдонимов. В отдельных случаях образовывался симбиоз христианских и традиционных имён. Например, полное имя действующего премьер-министра и бывшего президента Восточного Тимора — Жозе Алешандре Кай Рала Шанана Гужман.
Поскольку сельское хозяйство является одним из важнейших секторов экономики страны, основной пищей в стране выступает рис, а также бататы, маниок, кукуруза и таро. Во многих блюдах используются овощи, в том числе выращиваемые в пределах домохозяйств, такие как горох, лук, шпинат и капуста. В большинстве домашних хозяйств страны выращиваются животные на мясо (свиньи, домашняя птица и козы). Рыба также является компонентом многих блюд. Многие бедные семьи питаются акаром. Это высушенная пальмовая кора, растёртая в порошок, смешанная с водой до образования желе и затем приготовленная на огне.
В 2013 году на экраны вышел первый восточнотиморский полнометражный фильм, исторический триллер Beatriz's War («Война Беатрис»). Снятая с ограниченным бюджетом местными кинематографистами и австралийской волонтёрской съёмочной группой, кинолента повествует о жизни восточнотиморцев в 1970-х годах в условиях индонезийской оккупации. Продюсер Лурдес Пирес заявил, что цель фильма — отойти от правительственной политики «дружбы и прощения» за прошлые конфликты, рассказав историю поиска правды и справедливости.

## Спорт
К традиционным видам спорта в Восточном Тиморе относятся боевые искусства, в том числе белун, которое является формой рукопашного боя. Некоторые молодёжные банды Восточного Тимора выступают в качестве клубов боевых искусств. Исследование 2006 года показывает, что количество членов только 15—20 основных групп боевых искусств составляет 20 тысяч человек, при этом, по оценкам, ещё 90 тысяч человек являются незарегистрированными членами. Таким образом, 70 % восточнотиморских юношей в 2006 году занимались боевыми искусствами. Из-за высокого уровня бандитизма в 2008 году был принят закон, строго регламентирующий занятия боевыми искусствами. Другие популярные виды спорта включают футбол, волейбол, баскетбол, бадминтон и регби.
Футбол является самым популярным видом спорта в стране. Созданная в 2002 году Федерация футбола Восточного Тимора управляет национальной футбольной командой страны. В 2002 Федерация присоединилась к АФК, а в 2005 — к ФИФА. Футбольная лига Восточного Тимора — высший футбольный турнир страны. В 2009—2018 годах проводилась ежегодная гонка на горных велосипедах Тур де Тимор. 20 июня 2010 года прошёл первый Дилийский марафон. Ежегодно в Таситолу проводятся скачки.
Федерация гандбола Восточного Тимора в 2017 году присоединилась к Международной федерации гандбола. Организацией национальных соревнований по плаванию занимается Национальная федерация плавания Восточного Тимора, член World Aquatics. Национальная федерация баскетбола Восточного Тимора в 2013 году присоединилась к зоне Азия Международной федерации баскетбола, но в 2016 году перешла в зону Океания. В 2012 году во Франции была основана Федерация лыжного спорта Восточного Тимора. Первый чемпионат Восточного Тимора по горным лыжам был проведён в 2017 году в боснийском Пале.
На Олимпийских играх восточнотиморские спортсмены впервые выступили в 2000 году под флагом Индивидуальных олимпийских атлетов. Национальный олимпийский комитет Восточного Тимора образован в 2003 году. С тех пор страна участвовала в шести Летних, трёх Зимних и трёх Летних Юношеских Олимпийских играх.

## Комментарии
1. ↑  Данный термин был введён португальцами, он означает «правитель». До его внедрения местных лидеров Тимора называли «королями». Голландцы использовали яванско-балийский домусульманский титул «раджа»[22].
2. ↑  Использовалась в 2002—2007 годах[122].
3. ↑  Это подразумевает согласие организации на членство государства, но не означает окончания процесса вступления[149][150].

### Использованная литература
- Политические системы современных государств: Энциклопедический справочник: В 4 т. / МГИМО (У) МИД России, ИНОП; гл. редактор А. В. Торкунов; науч. редактор А. Ю. Мельвиль; отв. редактор М. Г. Миронюк. — Москва: Аспект Пресс, 2012. — Т. 2: Азия. — 599 с. — ISBN 978-5-7567-0637-6. Архивировано 27 января 2024 года.
- Урляпов В. Ф. История Тимора-Лешти. XX век / Отв. ред. Д. В. Мосяков; Институт востоковедения РАН. — Москва: ИВ РАН, 2015. — 256 с. — ISBN 978-5-89282-640-2.
- Abu Sharkh, Rebecca; Croissant, Aurel. Stateness and Democracy in East Asia // As Good as It Gets? Stateness and Democracy in East Timor (англ.) / In Croissant, Aurel; Hellmann, Olli (eds.). — Cambridge University Press, 2020. — ISBN 9781108495745. Архивировано 26 марта 2023 года.
- Andersen, A.B.; Pant, J.; Thilsted, S.H. Food and nutrition security in Timor-Leste (англ.). — Penang, Malaysia: CGIAR Research Program, 2013. — 15 p.
- Berlie, Jean A. A Socio-Historical Essay: Traditions, Indonesia, Independence, and Elections // East Timor's Independence, Indonesia and ASEAN (англ.). — Springer, 2017. — ISBN 9783319626307. Архивировано 26 марта 2023 года.
- Climate Risk Country Profile – Timor-Leste (англ.) // Asian Development Bank. — World Bank Group, 2021. — 19 November. Архивировано 23 мая 2022 года.
- Country Partnership Strategy: Timor-Leste 2016–2020 Environment Assessment (Summary) (англ.) // Asian Development Bank. — 2016. — April. Архивировано 19 июня 2022 года.
- Deeley, Neil. The International Boundaries of East Timor (англ.). — Durham University: International Boundaries Research Unit[англ.], 2001. — ISBN 9781897643426. Архивировано 26 марта 2023 года.
- Feijó, Rui Graça. Timor-Leste: The Adventurous Tribulations of Local Governance after Independence (англ.) // Journal of Current Southeast Asian Affairs : 1. — 2015. — April (vol. 34, iss. 1). — P. 85–114. — doi:10.1177/186810341503400104.
- Homan Futuru: Timor-Leste Traditional Housing (англ.) / Rosangela Tenorio; Jairo da Costa Junior, eds. — University of Western Australia, 2022. Архивировано 15 октября 2022 года.
- Human Development Report 2020: Timor-Leste (англ.). — United Nations Development Programme, 2020. — 6 p. Архивировано 9 июля 2022 года.
- Kingsbury, Damien. National identity in Timor-Leste: challenges and opportunities (англ.) // South East Asia Research. — 2010. — March (vol. 18, no. 1). — P. 133—159. — doi:10.5367/000000010790959820. — JSTOR 23750953.
- Lundahl, Mats; Sjöholm, Fredrik. The Creation of the East Timorese Economy: Volume 1: History of a Colony (англ.). — Springer, 2019. — ISBN 9783030194666. Архивировано 26 марта 2023 года.
- Morris, Cliff. Tetun-English dictionary (англ.). — Canberra: The Australian National University, Pacific Linguistics[англ.], Series C (Books), No. 83, 1984. — 194 p. — ISBN 0-85883-308-5.
- Paulino, Vincente. Remembering the Portuguese Presence in Timor and its Contribution to the Making of Timor's National and Cultural Identity // Remembering the Portuguese Presence in Timor and its Contribution to the Making of Timor's National and Cultural Identity (англ.) / In Jarnagin, Laura (ed.). — Institute of Southeast Asian Studies, 2011. — ISBN 9789814345507. Архивировано 9 октября 2022 года.
- Pinto, Constâncio; Jardine, Matthew. East Timor's Unfinished Struggle: Inside the East Timorese Resistance (англ.). — South End Press[англ.], 1997. — ISBN 978-0-89608-541-1. Архивировано 26 марта 2023 года.
- Rees, Edward. Under Pressure: FALINTIL- Forcas de Defesa de Timor-Leste. (англ.) // Working Paper. — Geneva Centre for the Democratic Control of Armed Forces, 2004. — April (no. 139). — P. 14.
- Rio, Narve. The status of the East Timor agricultural sector 1999: WP 2001: 7 (англ.). — Chr. Michelsen Institute. Development Studies and Human Rights, 2001. — 38 p. — ISBN 82-90584-87-3.
- Sahin, Selver B. Timor-Leste's Foreign Policy: Securing State Identity in the Post-Independence Period (англ.) // Southeast Asian Affairs. — 2014. — 1 August (vol. 33, iss. 2). — P. 3—25. — doi:10.1177/186810341403300201.
- Scambary, James. Conflict, Identity, and State Formation in East Timor 2000 – 2017 (англ.). — Leiden: Brill, 2019. — ISBN 9789004396791. Архивировано 26 марта 2023 года.
- Scheiner, Charles. Timor-Leste economic survey: The end of petroleum income (англ.) // Asia & the Pacific Policy Studies. — 2021. — 30 September (vol. 8, iss. 2). — P. 253—279. — doi:10.1002/app5.333.
- Shoesmith, Dennis. Decentralisation and the Central State in Timor-Leste (англ.) // 18th Biennial Conference of the Asian Studies Association of Australia in Adelaide. — 2010. — July. Архивировано 12 мая 2022 года.
- Shoesmith, Dennis. Party Systems and Factionalism in Timor-Leste (англ.) // Journal of Current Southeast Asian Affairs. — 2020. — 24 January (vol. 39, iss. 1). — P. 167–186. — doi:10.1177/186810341988975.
- Shoesmith, Dennis. Timor-Leste: Divided Leadership in a Semi-Presidential System (англ.) // Asian Survey[англ.]. — 2003. — Vol. 43, iss. 2. — P. 231—252. — doi:10.1525/as.2003.43.2.231. Архивировано 14 апреля 2021 года.
- Simião, Daniel S.; Silva, Kelly. Playing with ambiguity: The making and unmaking of local power in postcolonial Timor-Leste (англ.) // The Australian Journal of Anthropology[англ.]. — 2020. — 21 November (vol. 31, iss. 3). — P. 333—346. — doi:10.1111/taja.12377. Архивировано 14 мая 2022 года.
- Timor-Leste 2016 Demographic and Health Survey Key Findings (англ.) // General Directorate of Statistics. — 2018. Архивировано 16 июня 2022 года.
- Timor-Leste : Country Environmental Analysis (англ.) // World Bank Group. — 2009. — July. Архивировано 29 июля 2022 года.
- Timor-Leste Country Report 2022 (англ.). — Gütersloh: Bertelsmann Stiftung, 2022.
- Timor-Leste Country Report 2024 (англ.). — Gütersloh: Bertelsmann Stiftung, 2024.
- Timor-Leste Economic Report, December 2021 : Steadying the Ship (англ.) // World Bank Group. — 2021. — 1 December. Архивировано 26 мая 2022 года.
- Timor-Leste Population and Housing Census 2022 Main Report (англ.). — Dili: The Timor-Leste National Institute of Statistics (INETL), 2023. — 187 p.